# Plecopterodes melliflua
Plecopterodes melliflua is een vlinder uit de familie spinneruilen (Erebidae). De wetenschappelijke naam is voor het eerst geldig gepubliceerd in 1897 door Holland.
De soort komt voor in tropisch Afrika.